# Lianne Nelson
Lianne Nelson (ur. 15 czerwca 1972 w Houston) – amerykańska wioślarka, srebrna medalistka igrzysk w 2004 z Aten w kategorii ósemek oraz uczestniczka igrzysk w 2000 w Sydney, na których zajęła 6. miejsce w tej samej konkurencji. Po igrzyskach w Sydney planowała zakończyć karierę, jednakże zmieniła zdanie. Jest mężatką, ma córkę i mieszka w Princeton. Uprawia wioślarstwo od 1988.